# Municipio de Chester (Illinois)
El municipio de Chester (en inglés: Chester Township) es un municipio ubicado en el condado de Logan, en el estado estadounidense de Illinois. En el año 2010, tenía una población de 669 habitantes, y una densidad poblacional de 6,74 personas por kilómetro cuadrado.

## Geografía
El municipio de Chester se encuentra ubicado en las coordenadas 40°5′34″N 89°18′47″O / 40.09278, -89.31306. Según la Oficina del Censo de los Estados Unidos, el municipio tiene una superficie total de 99.23 km², de la cual 99,18 km² corresponden a tierra firme y (0,05 %) 0,05 km² es agua.

## Demografía
Según el censo de 2010, había 669 personas residiendo en el municipio de Chester. La densidad de población era de 6,74 hab./km². De los 669 habitantes, el municipio de Chester estaba compuesto por el 96,86 % de blancos, el 0,9 % de negros, el 0,15 % de amerindios, el 0,45 % de asiáticos, el 0,6 % de otras razas, y el 1,05 % de una mezcla de razas. Del total de la población, el 1,64 % eran hispanos o latinos de cualquier raza.